# Ernest Gossart
Pour les articles homonymes, voir Gossart.
Ernest Gossart, né à Ath le 20 janvier 1837 et décédé à Uccle le 28 février 1919, fut conservateur de la Bibliothèque royale de Belgique. Ses publications historiques portent particulièrement sur les XVIe et XVIIe siècles du pays.

## Biographie
Il fit d'abord ses humanités dans sa ville natale, au collège de Liessies. Après ses études universitaires, à Liège et un court passage à l’Administration provinciale de Liège, il entra, en 1862, à la Bibliothèque royale. Durant plusieurs années, il consacra à la presse une partie de son activité. L’Écho du Parlement, le grand journal libéral de l’époque, le compta parmi ses rédacteurs. Le Gouvernement, en 1879, le plaça à la tête du bureau de traduction institué au ministère de l’Intérieur. Mais c’est surtout par la création de l’L’Athenaeum belge. Journal universel de la littérature, des sciences et des arts  (1878-1883), que Gossart amorça le renouveau scientifique qui coïncida avec le renouveau littéraire de la Belgique. En 1882, il est nommé conservateur de la Bibliothèque royale. Il y dirigea la section des imprimés.
Ernest Gossart fut également un historien éminent. Ses recherches sur Antoine de La Salle, parues en 1871 et dont il donna une nouvelle édition en 1902, attestaient déjà d'une méthode prudente et sobre. La connaissance qu’il possédait de la langue espagnole le dirigea vers les XVIe et XVIIe siècles. Il a renouvelé en bien des points l’histoire de Charles Quint, celle de Philippe II, par l’utilisation des sources castillanes de ces époques. En 1910, il publia un ouvrage sur la Révolution du XVIe siècle et l’ancien théâtre espagnol.

## Œuvres
- Antoine de La Salle, sa vie et ses œuvres inédites, s. l. n. d. (Extr. du Bibliophile belge, t. VI, 1871.)
- Un autodafé à Valladolid en 1559. Épisode de l'histoire du protestantisme en Espagne, in Revue de Belgique, septembre 1875.
- Le chroniqueur Garibay chez Plantin (Extr. du Bibliophile belge, t. XI, 1876)
- La domination flamande en Espagne, 1517-1520, Bruxelles, 1877
- L'Invincible Armada; in Revue de Belgique, décembre 1886
- Deux filles naturelles de Charles-Quint, Thaddée et Jeanne, Bruxelles, 1892 (Extr. de la Revue de Belgique)
- Estevanille Gonzalez. Un Bouffon espagnol dans les Pays-Bas au XVIIe siècle, Bruxelles, 1893 (Extr. de la Revue de Belgique)
- Elisabeth d'Angleterre et ses prétendants, Bruxelles, 1896 (Extr. de la Revue de Belgique)
- Le Passe-temps de Jean Lhermite, mémoires d'un gentilhomme de la chambre de Philippe II, (Extr. de la Revue de l'Instruction publique, t. XI, 1897.)
- Un Libéral chrétien, Émile Banning. Bruxelles, 1899 (Extr. de la Revue de Belgique)
- Espagnols et Flamands au XVIe siècle : L'établissement du régime espagnol dans les Pays-Bas et l'insurrection, Bruxelles, 1905
- La domination espagnole dans les Pays-Bas à la fin du règne de Philippe II, Bruxelles, 1906
- Charles-Quint, Roi d'Espagne,Bruxelles, 1910
- L'Auberge des Princes en exil. Anecdotes de la Cour de Bruxelles au XVIIe siècle, Bruxelles, 1905
- Un divertissement à la Cour des Archiducs en 1608, in La Belgique artistique et littéraire, octobre 1909
- La Bru de l'infante Isabelle, in Revue de Belgique, novembre 1909
- Un Roi philosophe. Philippe II dans l'ancien théâtre espagnol. (Extr. de la Belgique artistique et littéraire, juin 1913)
- Les Espagnols en Flandre. Histoire et poésie, Bruxelles, 1914